# Capitoli di Yu-Gi-Oh! Arc-V
Questa è la lista dei capitoli del manga Yu-Gi-Oh! Arc-V, scritto da Shin Yoshida e illustrato da Naohito Miyoshi. La serializzazione è cominciata il 21 agosto 2015 ed è terminata il 19 aprile 2019 sulla rivista della Shūeisha V Jump edita da Shūeisha.

## Lista volumi
| Nº | Titolo italiano (traduzione letterale) Giapponese 「Kanji」 - Rōmaji | Data di prima pubblicazione           | Data di prima pubblicazione |
| Nº | Titolo italiano (traduzione letterale) Giapponese 「Kanji」 - Rōmaji | Giapponese                            |                             |
| 1  | Il mio nome è Phantom!! 「その名はファントム！！」 - Sono na wa Fantomu!! | 4 aprile 2016 ISBN 978-4-08-880611-2  |                             |
| 1  | Capitoli (traduzioni letterali dei titoli) - Scale 1. Il mio nome è Phantom!! (その名はファントム！！?, Sono na wa Fantomu!!) - Scale 2. Yuto contro Sawatari! (ユートVS沢渡！?, Yūto bāsasu Sawatari!) - Scale 3. Evocazione Pendulum!! (ペンデュラム召喚！?, Pendyuramu Shōkan!) - Scale 4. L'assassino affamato! (飢えた刺客！?, Ueta shikaku!) - Scale 5. Assalto! Raid Raptors!! (強襲！ＲＲ！！?, Kyōshū! Reido Raputāzu!!) - Scale 6. La sensazione di essere vivi!! (生きている実感！！?, Ikiteiru jikkan!!) |                                       |                             |
| 2  | Duello cavalcato! 「ライディングデュエル！」 - Raidingu Dyueru! | 4 ottobre 2016 ISBN 978-4-08-880798-0 |                             |
| 2  | Capitoli (traduzioni letterali dei titoli) - Scale 7. Drago Genesi Omega! (Ｇ・Ｏ・Ｄ！?, Jeneshisu Omega Doragon!) - Scale 8. L'ospitalità di Sora! (素良のおもてなし！?, Sora no omotenashi!) - Scale 9. Fusione contro fusione (融合ＶＳ融合?, Yūgō bāsasu yūgō) - Scale 10. La conclusione dello spettacolo! (エンタメの結末！?, Entame no ketsumatsu!) - Scale 11. Duello cavalcato! (ライディングデュエル！?, Raidingu Dyueru!) - Scale 12. Tattiche ad alta velocità! (高速の駆け引き！?, Kōsoku no kakehiki!) - Scale 13. Fattore di Adam! (アダムの因子!?, Adamu no inshi!)                                              |                                       |                             |
| 3  | Pendulum oscillante! 「揺れる運命の二人!」 - Yureru Pendyuramu! | 4 aprile 2017 ISBN 978-4-08-881058-4  |                             |
| 3  | Capitoli (traduzioni letterali dei titoli) - Scale 14. La terra degli inizi! (始まりの地！?, Hajimari no chi!) - Scale 15. Zero (『零』?, Zero) - Scale 16. Pendulum oscillante! (揺れる運命の二人！?, Yureru Pendyuramu!) - Scale 17. Un altro fatto! (もう一つの事実！?, Mō hitotsu no jijitsu!) - Scale 18. Un nemico sconosciuto! (未知なる敵！?, Michinaru teki!) - Scale 19. La sorte dei due! (二人の行方！?, Futari no yukue!) |                                       |                             |
| 4  | Essere immortali! 「不死の存在!」 - Fushi no sonzai! | 4 ottobre 2017 ISBN 978-4-08-881164-2 |                             |
| 4  | Capitoli (traduzioni letterali dei titoli) - Scale 20. Il tuo avversario sono io! (相手は俺だ！?, Aite wa ore da!) - Scale 21. I ricordi di Yuya! (遊矢の記憶! ?, Yūya no kioku!) - Scale 22. Essere immortali! (不死の存在! ?, Fushi no sonzai!) - Scale 23. Il trucco svelato! (仕掛けバラし!?, Shikake barashi!) - Scale 24. Il motivo per essere preso di mira! (狙われる理由!?, Nerawareru riyū!) - Scale 25. Adam e Eve! (アダムとEVE！?, Adamu to Ivu!) |                                       |                             |
| 5  | Il nascondiglio del nemico 「敵のアジト！」 - Teki no ajito! | 4 aprile 2018 ISBN 978-4-08-881450-6  |                             |
| 5  | Capitoli (traduzioni letterali dei titoli) - Scale 26. Duello trascendente! (超越決闘！?, Chouetsu Dyueru!) - Scale 27. L'obiettivo di Reiji!" (零児の狙い！ ?, Reiji no nerai!) - Scale 28. Il nascondiglio del nemico! (敵のアジト！?, Teki no ajito!) - Scale 29. Duello di ricordi! (記憶の決闘！?, Kioku no Dyueru!) - Scale 30. Il mondo che Sora vuole (素良の望む世界！?, Sora no nozomu sekai!) - Scale 31. 'Soddisfazione' e 'rassegnazione'! (「満足」と「諦め」！?, 'Manzoku' to 'akirame'!) |                                       |                             |
| 6  | Sfida le leggende! 「伝説に挑め!」 - Densetsu ni nozome! | 4 ottobre 2018 ISBN 978-4-08-881595-4 |                             |
| 6  | Capitoli (traduzioni letterali dei titoli) - Scale 32. Quello che vide Adam! (アダムの見たモノ!?, Adamu no mita mono!) - Scale 33. Le vere abilità di Eve!! (EVEの実力!!?, EVE no jitsuryoku!!) - Scale 34. Sfida le leggende! (伝説に挑め!?, Densetsu ni nozome!) - Scale 35. Il legame dei quattro fratelli! (四兄弟の絆!?, Yon kyōdai no kizuna!) - Scale 36. La forza dei legami! (絆の力！?, Kizuna no chikara!) - Scale 37. La causa di tutto! (全ての元凶！?, Subete no genkyō!) |                                       |                             |
| 7  | Arc del destino! 「運命の架け橋！」 - Unmei no kakehashi! | 4 luglio 2019 ISBN 978-4-08-881812-2  |                             |
| 7  | Capitoli (traduzioni letterali dei titoli) - Scale 38. Il nostro orgoglio! (俺達の誇り！?, Oretachi no hokori!) - Scale 39. Attraverso lo spazio e il tempo! (時空を越えて！?, Jikū o koete!) - Scale 40. I fattori Adam! (アダムの因子たち！?, Adamu no inshi-tachi!) - Scale 41. Il potere di Reiji! (零児の持つ力！?, Reiji no motsu chikara!) - Scale 42. Two G・O・Ds! (二つのG・O・D！?, Futatsu no G・O・D!) - Scale 43. Carte testa a testa! (ガチンコカード！?, Gachinko Kādo!) - Scale 44. Battaglia d'azione! (アクション合戦！?, Akushon gassen!) - Scale 45. Arc del destino! (運命の架け橋！?, Unmei no kakehashi!) |                                       |                             |

## Saikyō Duelist Yuya
| Nº | Titolo italiano (traduzione letterale) Giapponese 「Kanji」 - Rōmaji | Data di prima pubblicazione           | Data di prima pubblicazione |
| Nº | Titolo italiano (traduzione letterale) Giapponese 「Kanji」 - Rōmaji | Giapponese                            |                             |
| 1  | Questo è il mio duello! Duello di intrattenimento!! 「これがオレのデュエル！ エンタメデュエルだ！！」 - Kore ga ore no dyueru! Entame dyueru da!! | 29 luglio 2016 ISBN 978-4-08-880766-9 |                             |
| 1  | Capitoli (traduzioni letterali dei titoli) - 1. Questo è il mio duello! Duello di intrattenimento!! (これがオレのデュエル！ エンタメデュエルだ！！?, Kore ga ore no Dyueru! Entame Dyueru da!!) - 2. I duelli d'azione possono essere anche sport!? (アクションデュエルはスポーツもあり！？?, Akushon Dyueru wa Supōtsu mo ari!?) - 3. Il suo nome è, Reiji Akabe, il genio rosso duellante!! (奴の名は、赤き天才デュエリスト赤馬零児！！?, Yatsu no na wa, akaki tensai Dyuerisuto Akaba Reiji!!) - 4. Cosa c'è oltre lo spettacolo!? (エンタメの先にあるものは！？?, Entame no saki ni aru mono wa!?) - 5. Oscilla! Mio Pendulum!! (振れろ！オレのペンデュラム！！?, Furero! Ore no Pendyuramu!!) - 6. Duello scuola contro duello tutore!! (デュエル塾VSデュエル家庭教師！！?, Dyueru juku Bāsasu Dyueru kateikyōshi!!) - 7. L'apertura del torneo scolastico del duello!! (デュエルスクールトーナメント開催！！?, Dyueru Sukūru Tōnamento kaisai!!) |                                       |                             |
| 2  | Porta sorrisi con il tuo spettacolo!! 「エンタメで笑顔を!!」 - Entame de egao o!! | 4 ottobre 2017 ISBN 978-4-08-881219-9 |                             |
| 2  | Capitoli (traduzioni letterali dei titoli) - 8. La ragazza chiromante può vedere attraverso ogni cosa!! (占い少女は、なんでもお見通し!!?, Uranai shōjo wa, nandemo omito'oshi!!) - 9. Match di vendetta! Ti batterò con il mio nuovo spettacolo!! (リベンジマッチ！ オレのネオエンタメでぶっ倒すぜ!!?, Ribenji Matchi! Ore no neoentame de buttaosu ze!!) - 10. Un duello tag si infrange! Afferra la vittoria con il potere dell'amicizia!! (タッグデュエル勃発！ 友情の力で勝利をつかめ!!?, Taggu Dyueru boppatsu! Yūjō no chikara de shōri o tsukame!!) - 11. Mangiare o essere mangiato!? Un duello tag deliziosamente dolce!! (喰うか喰われるか!? 甘くておいしいタッグデュエル!!?, Ku'u ka kuwareru ka!? Amakute oishī Taggu Dyueru!!) - 12. Una battaglia reale decisiva!! I quattro draghi si scontrano! (決戦バトルロイヤル!! ４龍激突!!?, Kessen Batoru Roiyaru!! 4 ryū gekitotsu!) - 13. La conclusione si avvicina!! Chi sarà il vincitore?! (決着の時来たる!! 優勝は誰の手に!??, Kecchaku no toki kitaru!! Yūshō wa dare no te ni!?) - 14. La resa dei conti definitiva! Qual è la verità dietro il torneo?! (頂上対決！ 大会に隠された真実とは!??, Chōjō taiketsu! Taikai ni kakusareta shinjitsu to wa!?) - 15. Porta sorrisi con il tuo spettacolo!! (エンタメで笑顔を!!?, Entame de egao o!!) |                                       |                             |